# Сбарбаро, Камилло
Камилло Сбарбаро (Збарбаро) (итал. Camillo Sbarbaro; 12 января 1888, Санта-Маргерита-Лигуре — 31 октября 1967, Савона) — итальянский поэт, писатель и переводчик. Ботаник.

## Биография
В 1908 году окончил Институт Г. Кьябреры в Савоне. В 1910—1911 годах там же работал на сталелитейном заводе. Позже жил в Генуе и Флоренции.
После начала Первой мировой войны добровольцем вступил в Итальянский Красный Крест. В феврале 1917 года был призван в армию. В июле ушёл на фронт.
После окончания войны зарабатывал давая уроки латинского и греческого языков. В 1927 году стал преподавателем греческого и латинского в иезуитском Институте Ареццо в Генуе. С 1933 г. — работал в газете Gazzetta del Popolo.
В 1949 был награждён премией по журналистике — Premio Saint-Vincent per il giornalismo.
Лауреат Премии Фельтринелли по литературе 1962 года.

## Творчество
Дебютировал как поэт в 1911 г. В поэтических сборниках «Смолы» («Resine», 1911), «Пианиссимо» («Pianissimo», 1914) и др. ощущается влияние Дж. Леопарди, Дж. Пасколи и школы «сумеречной поэзии», отражавшей страх интеллигенции перед развитием антигуманистических теорий, идеологически подготавливавших войну, с её меланхолической тональностью, а также полемика с риторической изысканностью Г. Д’Аннунцио.
В прозаических сочинениях К. Сбарбаро доминирует лирическое начало: сборники «Стружки» («Trucioli», 1920), «Ликвидация» («Liquidazione», 1928) и т. д.
Лирика послевоенных лет отличается сдержанностью интонации, тонким психологизмом; от белого одиннадцатисложника К. Сбарбаро переходит к свободной ритмике: «Остатки» («Rimanenze», 1955) и др.
Занимался переводами греческих и французских классиков. Среди них: переводы произведений О. де Бальзака, Г. Флобера, Ж. К. Гюисманса, Р. Мартен дю Гара и др.

## Научная деятельность
Кроме творческой, занимался также научной деятельностью. Исследовал Лишайники. Его большая коллекция лишайников была им пожертвована Музею естественной истории в Генуе. Многие образцы, которые он собирал и каталогизировал хранятся в ботанических музеях европейских и американских университетов. Сделал важный вклад в коллекцию музея Field в Чикаго (США).
Из 127 новых видов, описанных К. Сбарбаро, двадцать носит его имя.
Является автором ряда трудов по естествознанию.

## Избранные произведения
Поэзия
- Resine, Caimo, 1911
- Pianissimo, Florence, 1914
- Trucioli (1914—1918), Florence, 1920
- Liquidazione (1914—1918), Turin, 1928
- Rimanenze, Milan, 1955
- Primizie, Milan, 1958
- Poesie, Milan, 1961

Проза
- Fuochi fatui, Milan, 1956
- Scampoli, Florence, 1960
- Gocce, Milan, 1963
- Quisquilie, Milan, 1967